# Marienkapelle (Hof Baiertal)

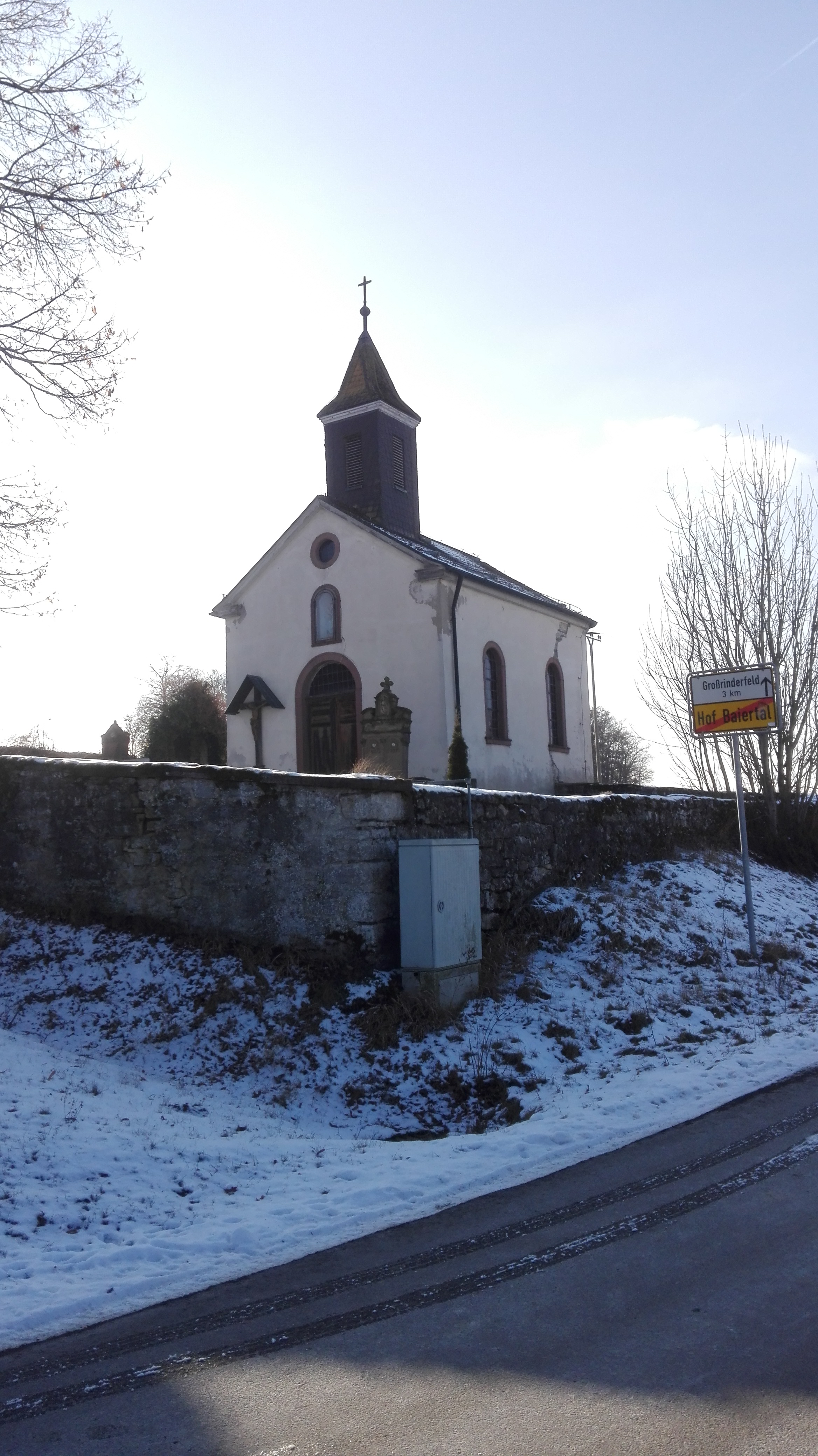
Die Marienkapelle in Hof Baiertal (2017)

Die römisch-katholische Marienkapelle in Hof Baiertal, einem Ortsteil der Gemeinde Großrinderfeld im Main-Tauber-Kreis, gehört seit dem 1. April 1954 der Seelsorgeeinheit Großrinderfeld-Werbach an, die dem Dekanat Tauberbischofsheim des Erzbistums Freiburg zugeordnet ist.

## Geschichte
Nachdem bereits eine Friedhofskapelle im Jahr 1868 errichtet worden war, gründeten die Einwohner von Hof Baiertal am 4. Dezember 1893 einen Kirchenfonds mit einem Kapital von 1156,75 Mark.
Bis zum Jahr 1954 war Hof Baiertal der Pfarrei Wenkheim angehörig. Aber nach einem Gesuch am 10. Januar 1953 der Bürger und Einwohner von Hof Baiertal zur Umpfarrung in die Kirchengemeinde St. Michael in Großrinderfeld, stimmt der Erzbischof Eugen Seiderich 19. Oktober zu, nachdem die staatliche Zustimmung am 1. April 1954 stattgegeben wurde. Heute ist der Friedhof und die Kapelle des Hofs nicht nur Eigentum des Fonds, sondern auch der katholischen Kirchengemeinde Großrinderfeld, welche die für die Unterhaltung verpflichtet ist.

## Erneuerung
Der Altar der Kapelle wurde im Jahr 1968/1970 bei der Renovierung neu aufgebaut und auch Bodenbelag, Fenster, Dach und Blitzableitung sind erneuert worden. Dabei wurde eine Gesamtsumme von 33 000 DM verrechnet.

## Ausstattung

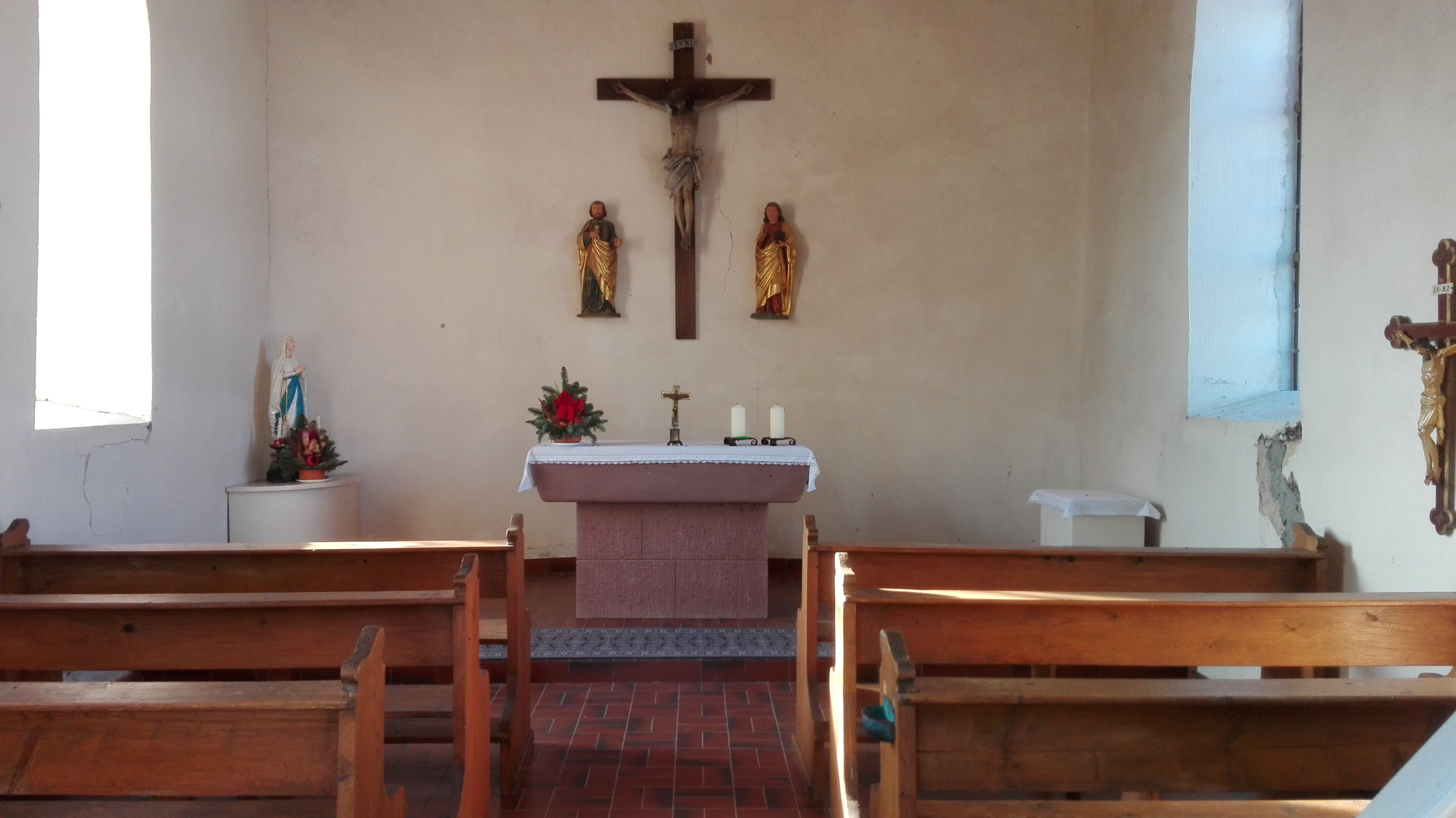
Innenansicht der Marienkapelle

### Glocke
Die Kapelle des Hofes besitzt eine Glocke aus dem Jahr 1676, die in dem Dachreiter an einem Holzjoch befestigt ist und von Hand geläutet wird. Die Glocke hat ein Gewicht von 62 kg und einen Durchmesser von 4443 mm und trägt einen Untertitel mit den Worten: „IM WÜRZBURG GEGOSSEN 1676 + MICHAEL ORA PRO NOBIS“.

### Michaelsbild
An der Flanke der Kapelle aus Hof Baiertal befindet sich ein Michaelsbild.